# Kali Christ
Kali Elysia Christ (* 9. November 1991 in Regina) ist eine ehemalige kanadische Eisschnellläuferin.

## Werdegang
Christ wurde viermal kanadische Juniorenmeisterin und nahm an den Juniorenweltmeisterschaften 2010 in Moskau an fünf Wettbewerben teil. Ihre besten Platzierungen dort waren der 15. Platz im Mehrkampf und der vierte Rang in der Teamverfolgung. Bei den Juniorenweltmeisterschaften im folgenden Jahr in Seinäjoki holte sie über 1000 m und in der Teamverfolgung jeweils die Bronzemedaille. In der Saison 2011/12 startete sie in Salt Lake City erstmals im Eisschnelllauf-Weltcup, wobei sie in der B-Gruppe die Plätze 11 und vier über 1000 m errang und lief bei den Einzelstreckenweltmeisterschaften 2012 in Heerenveen auf den neunten Platz über 1000 m. In der Saison 2012/13 erreichte sie mit vier Top-Zehn-Platzierungen den neunten Platz in der Weltcupwertung über 1500 m sowie mit zweiten Plätzen in der Teamverfolgung in Erfurt und in Heerenveen ihre ersten Podestplatzierungen im Weltcup. Beim Saisonhöhepunkt, den Einzelstreckenweltmeisterschaften 2013 in Sotschi, wurde sie Fünfte über 1500 m. Nachdem sie zu Beginn der Saison 2013/14 in Salt Lake City mit dem zweiten Platz in der Teamverfolgung erneut aufs Podium gekommen war, belegte sie bei den Olympischen Winterspielen 2014 in Sotschi den 21. Platz über 1000 m, den 16. Rang über 1500 m sowie den vierten Platz in der Teamverfolgung und bei der Mehrkampfweltmeisterschaft 2014 in Heerenveen den zehnten Platz.
In der Saison 2014/15 wurde Christ kanadische Meisterin über 1000 m und 1500 m und Achte bei der Mehrkampfweltmeisterschaft 2015 in Calgary. Zudem nahm sie bei den Einzelstreckenweltmeisterschaften 2015 an vier Läufen teil, wobei der sechste Platz über 1000 m und der vierte Rang in der Teamverfolgung ihre besten Platzierungen waren. Auch in der folgenden Saison siegte sie bei den kanadischen Meisterschaften über 1500 m und errang bei den Einzelstreckenweltmeisterschaften 2016 in Kolomna den 14. Platz über 1500 m. In der Saison 2017/18 kam sie mit dritten Plätzen im Teamsprint in Stavanger und in der Teamverfolgung in Calgary letztmals im Weltcup aufs Podest. Beim Saisonhöhepunkt, den Olympischen Winterspielen 2018 in Pyeongchang, lief sie auf den 19. Platz über 1500 m. Bei den Einzelstreckenweltmeisterschaften im folgenden Jahr in Inzell belegte sie den 21. Platz über 1500 m und gewann die Silbermedaille im Teamsprint. In der Saison 2021/22 absolvierte sie in Calgary ihren letzten Weltcup, welchen sie in der B-Gruppe auf dem 31. Platz über 3000 m beendete und holte dort bei den Vier-Kontinente-Meisterschaften jeweils die Bronzemedaille über 1000 m und im Teamsprint, die Silbermedaille in der Teamverfolgung sowie die Goldmedaille über 1500 m.

## Erfolge

### Olympische Spiele
- 2014 Sotschi: 5. Platz Teamverfolgung, 16. Platz 1500 m, 21. Platz 1000 m
- 2018 Pyeongchang: 19. Platz 1500 m

### Einzelstrecken-Weltmeisterschaften
- 2012 Heerenveen: 9. Platz 1000 m
- 2013 Sotschi: 5. Platz 1500 m
- 2015 Heerenveen: 4. Platz Teamverfolgung, 6. Platz 1000 m, 8. Platz 1500 m, 19. Platz Massenstart
- 2016 Kolomna: 14. Platz 1500 m
- 2019 Inzell: 2. Platz Teamsprint, 21. Platz 1500 m

### Mehrkampf-Weltmeisterschaften
- 2014 Heerenveen: 10. Platz Mehrkampf
- 2015 Calgary: 8. Platz Mehrkampf

### Vier-Kontinente-Meisterschaften
- 2021 Calgary: 1. Platz 1500 m, 2. Platz Teamverfolgung, 3. Platz Teamsprint, 3. Platz 1000 m

## Persönliche Bestzeiten
| Disziplin | Zeit        | Datum             | Ort     |
| --------- | ----------- | ----------------- | ------- |
| 500 m     | 38,67 s     | 8. März 2015      | Calgary |
| 1000 m    | 1:15,26 min | 30. Dezember 2013 | Calgary |
| 1500 m    | 1:54,44 min | 8. März 2015      | Calgary |
| 3000 m    | 4:06,99 min | 8. März 2015      | Calgary |
| 5000 m    | 7:24,10 min | 8. März 2015      | Calgary |